# Vụ nổ nhà máy phân bón West

Bản đồ West, Texas

Ngày 17 tháng 4 năm 2013, tại nhà máy Công ty Phân bón West ở West, Texas (một thành phố ở quận McLennan gần Waco, Texas), một vụ nổ xảy ra vào hồi 7h50 chiều CDT (00:50 UTC, 18 tháng 4). Các báo cáo ban đầu của truyền thông đại chúng cho thấy thiệt hại cho các tòa nhà và thương vong nặng nề. Người ta vẫn chưa biết nguyên nhân của vụ nổ, số người bị thương và chết chưa được làm rõ chính xác.
Theo một nhân chứng trong The Dallas Morning News, ban đầu nhà máy bốc cháy, sau đó phát nổ khi các lính cứu hỏa đang cố gắng dập tắt ngọn lửa.
Cục Khảo sát Địa chất Hoa Kỳ ghi nhận vụ nổ như một trận động đất cường độ M2,1.
Nhà máy thuộc sở hữu của Adair Grain Inc. Adair đã nhận một giấy phép xây dựng một cơ sở chứa và trộn phân bón từ Ủy ban chất lượng môi trường Texas tháng 12 năm 2006, được cấp sau khi Adair đã bị điều tra vì không thể đảm bảo theo một giấy phép, khi một hàng xóm khiếu nại về mùi amôniac bay ra từ nhà máy. Adair được cho là đã chứa 54.000 pound amonia khan, mà cùng với axít nitric, được sử dụng để sản xuất nitrat amoni, một loại phân bón, thuốc trừ sâu, và thuốc trừ gặm nhấm.

## Hậu quả
Thị trưởng West, Tommy Muska nói với Waco Tribune-Herald, tính đến cuối ngày hôm qua, "sáu hoặc bảy" nhân viên cứu hỏa tình nguyện từ thành phố bị mất tích.
Một trường cấp hai địa phương, Trường cấp hai West, nằm bên cạnh nhà máy, đã được người ta tuyên bố là bốc cháy từ vụ nổ. Các tòa nhà khác trong khu vực ngay lập tức đã bị "thiệt hại nghiêm trọng". Bệnh nhân, một số người bị thương do mảnh thủy tinh bay, đã được sơ tán từ phần còn lại viện dưỡng lão West Rest Haven. Có tới 80 tòa nhà gần nhà máy đã bị san phẳng hoặc bị hư hại nặng.
Hơn 100 người đã được người ta báo cáo là bị thương trong vụ nổ và ban đầu được vận chuyển đến một trung tâm phân loại thiết lập tại sân bóng của trường trung học West. Sau đó trung tâm này được chuyển đến một trung tâm cộng đồng do vị trí của nó ở gần nhà máy phân bón vẫn còn cháy. Trung tâm Y tế Baptist Hillcrest ở Waco đã tiếp nhận hơn 40 người bị thương để điều trị.

## Phản ứng
Những người sinh sống quanh West báo cáo rằng họ có cảm giác vụ nổ như một trận động đất. 
Vụ nổ được người ta nghe thấy ở tận Ennis (40 dặm Anh về phía bắc đông bắc West), Hillsboro, Waxahachie, Desoto, và thậm chí xa về phía bắc tận Arlington. Các cửa sổ bị thổi bay ở Abbott (7 dặm Anh về phía bắc đông bắc West). Ngoài ra, Cục Khảo sát Địa chất Hoa Kỳ ở Amarillo đã kịp thời ghi nhận được vụ nổ thông qua một địa chấn kế.
Thống đốc Texas Rick Perry ban hành một tuyên bố vào đêm thứ 4:
"Chúng tôi đang theo dõi diễn biến và thu thập thông tin chi tiết do các chi tiết tiếp tục xuất hiện về sự kiện này. Chúng tôi cũng đã huy động nguồn lực bang để giúp chính quyền địa phương. Suy nghĩ và lời cầu nguyện của chúng tôi ở cùng với người dân West, và là những người phản ứng đầu tiên có mặt"
Học khu độc lập West thông báo trên Twitter của mình rằng tất cả năm trường của học khu được đóng cửa cho đến khi có thông báo thêm.
Ban An toàn hóa chất Hoa Kỳ, một cơ quan liên bang độc lập điều tra các vụ tai nạn liên quan đến hóa chất công nghiệp, đã cử một nhóm điều tra lớn cho Tây để bắt đầu tìm kiếm các nguyên nhân gây ra thảm họa.